# Hungría en los Juegos Paralímpicos de Atenas 2004
Hungría estuvo representada en los Juegos Paralímpicos de Atenas 2004 por un total de 37 deportistas, 25 hombres y 12 mujeres.

## Medallistas
El equipo paralímpico húngaro obtuvo las siguientes medallas:
| Nombre                                                   | Deporte                    | Evento                        |
| -------------------------------------------------------- | -------------------------- | ----------------------------- |
| Oro                                                      |                            |                               |
| Dóra Pásztory                                            | Natación                   | 200 m estilos SM8 femenino    |
| Plata                                                    |                            |                               |
| Gyöngyi Dani                                             | Esgrima en silla de ruedas | Florete individual B femenino |
| Gyöngyi Dani Andrea Jurák Zsuzsanna Krajnyák Judit Pálfi | Esgrima en silla de ruedas | Florete por equipos femenino  |
| Gyöngyi Dani Andrea Jurák Zsuzsanna Krajnyák Judit Pálfi | Esgrima en silla de ruedas | Espada por equipos femenino   |
| Dóra Pásztory                                            | Natación                   | 100 m espalda S8 femenino     |
| Dóra Pásztory                                            | Natación                   | 100 m mariposa S8 femenino    |
| Ervin Kovács                                             | Natación                   | 50 m espalda S5 masculino     |
| Ervin Kovács                                             | Natación                   | 50 m mariposa S5 masculino    |
| Ervin Kovács                                             | Natación                   | 200 m estilos SM5 masculino   |
| Bronce                                                   |                            |                               |
| Dezső Béres József Gyurkota                              | Bochas                     | Dobles BC4 mixto              |
| Zsuzsanna Krajnyák                                       | Esgrima en silla de ruedas | Espada individual A femenino  |
| Pál Szekeres                                             | Esgrima en silla de ruedas | Sable individual B masculino  |
| Csaba Szávai                                             | Levantamiento de potencia  | +100 kg masculino             |
| Katalin Engelhardt                                       | Natación                   | 50 m mariposa S5 femenino     |
| Gitta Ráczkó                                             | Natación                   | 100 m braza SB5 femenino      |
| Zsolt Vereczkei                                          | Natación                   | 50 m espalda S5 masculino     |
| Sándorné Nagy                                            | Yudo                       | –70 kg femenino               |
| Norbert Bíró                                             | Yudo                       | –60 kg masculino              |
| Gábor Vincze                                             | Yudo                       | –81 kg masculino              |